# Tsuda Hisashi
Tsuda Hisashi (japanisch 津田 久; geboren 30. Juli 1904 in Tsu (Präfektur Mie); gestorben 9. Juni 2002) war ein japanischer Unternehmer, der nach dem Zweiten Weltkrieg das Unternehmen Sumitomo groß gemacht hat.

## Leben und Wirken
Tsuda Hisashi schloss 1928 seine Ausbildung an der Juristischen Fakultät der Kaiserlichen Universität Tokio ab. Im selben Jahr trat er in das Unternehmen „Sumitomo Joint Stock Company“ (住友合資会社, Sumitomo gōshigaisha), dem Vorgänger der „Sumitomo-Zentrale“ (住友本社, Sumitomo honsha), ein.
Nach dem Zweiten Weltkrieg 1946, nach der Auflösung der Firmenkonglomerate (Zaibatsu) durch die Besatzungsmacht, wurde Tsuda General Manager der „Nippon Construction Industry“ (日本建設産業, Nihon kensetsu sangyō), heute „Sumitomo Corporation“ (住友商事, Sumitomo shōji) und setzte sich für die Ausweitung des Handels ein, um die Beschäftigung der Mitarbeiter der Zentrale zu sichern, die aufgrund der Auflösung des Konzerns arbeitslos waren, sowie Mitarbeiter, die vom Militär und aus Übersee zurückkehren. Nachdem er 1947 Mitglied des Vorstands geworden und ab 1953 als Geschäftsführer tätig gewesen war, wurde er 1956 Präsident. Er wirkte ab 1970 als Vorstandsvorsitzender, 1977 als Direktor und Berater, 1983 als Berater und Ehrenvorsitzender, bevor er 1999 sich altersbedingt vom Ehrenvorsitz zurückzog.
Unter Tsudas Leitung ist Sumitomo in neue Bereiche vorgedrungen, wie z. B. die Erschließung von Meeresressourcen auf dem Festlandsockel und Wohnungsbau. Grundstein für die Entwicklung zu einem großen Generalhandelsunternehmen gelegt. Er wurde 1974 ausgezeichnet mit dem Orden der Aufgehenden Sonne 2. Klasse.
Tsuda fasste seine Erinnerungen in dem Buch zusammen: „My Sumitomo Shōwa History“ (私の住友昭和史, Watakushi no Sumitomo Shōwa-shi).